# Épidémie de métapneumovirus humain (2024)
L'épidémie de métapneumovirus humain 2024, aussi connu sous le nom MPVh ou hMPV en anglais est une épidémie survenue en 2024 en Chine.

## Maladie

### Symptômes
Le métapneumovirus provoque des symptômes similaires à ceux causés par le virus respiratoire syncytial. Cela inclut de la rhinorrhée et de la fièvre survenant 3 à 5 jours après l'infection.

La maladie est généralement bénigne chez les enfants et adultes en bonne santé.
Elle peut néanmoins être à l'origine de complications pouvant amener au décès chez les enfants les plus jeunes, dans des cas plus rares.